# Legislatura de la Provincia de Santa Fe
La Honorable Legislatura de la Provincia de Santa Fe es el órgano que ejerce la función de poder legislativo en la provincia de Santa Fe. Está formada por dos cámaras: la Cámara de Diputados, formada por 50 diputados, y la Cámara de Senadores, formada por 19 senadores.
El periodo de sesiones ordinarias de la Legislatura es entre el 1 de mayo hasta el 31 de octubre. Este período puede extenderse hasta un mes más, en virtud de acuerdo entre ambas cámaras. El Poder Ejecutivo también puede convocar a sesiones extraordinarias cuando lo considere necesario y sólo para tratar los asuntos específicos. También las cámaras pueden convocarse a sí mismas a sesiones extraordinarias con el pedido de la cuarta parte de sus miembros, por tiempo limitado y para tratar asuntos graves y de interés público.

## Composición de las Cámaras

### Cámara de Diputados
La Cámara de Diputados se compone de 50 miembros elegidos directamente por el pueblo, tomando a la Provincia como un solo distrito, correspondiendo 28 diputados al partido que obtenga mayor número de votos y 22 a los demás partidos, en proporción de los votos que hubieren logrado.

### Cámara de Senadores
La Cámara de Senadores está compuesta de un senador por cada departamento de la Provincia, elegido por el pueblo de manera directa.
Junto con los senadores titulares se eligen senadores suplentes para completar períodos en las vacantes que se produzcan.

## Sede
El edificio de la sede de la Legislatura está ubicado en el solar que antiguamente ocupaba el edificio de la Aduana de Santa Fe, entre las avenidas General López y Urquiza, y entre las calles 4 de Enero y 3 de Febrero.
La construcción es de estilo afrancesado con el frente orientado al norte. En la planta baja se hallan los recintos de las Cámaras de Senadores y Diputados, de estilo grecorromano.

### Historia
El edificio de la antigua aduana de Santa Fe, se demolió en 1906 el terreno quedó convertido en la Plaza Coronel Pringles.
El 18 de julio de 1909, a través de la Ley Provincial 1.548, se resolvió la construcción de un edificio destinado a la Legislatura que estaría ubicado en los terrenos de la plaza Pringles. El encargado de la confección de los planos fue el arquitecto Roberto Tiphaine, mientras que la construcción fue encargada a Juan Beltrame.
El 31 de agosto de 1911 se firmó el convenio de obra entre el gobierno provincial y la empresa constructora, y el 20 de octubre del mismo año la Municipalidad de la ciudad de Santa Fe dictó la Ordenanza N.º 1.189, por la que entregó a la Provincia el terreno de la Plaza Pringles.
El 14 de junio de 1914 se finalizó la obra principal del edificio y comenzaron a licitarse las restantes obras. El 26 de julio de 1914 el edificio de la Legislatura se habilitó totalmente.

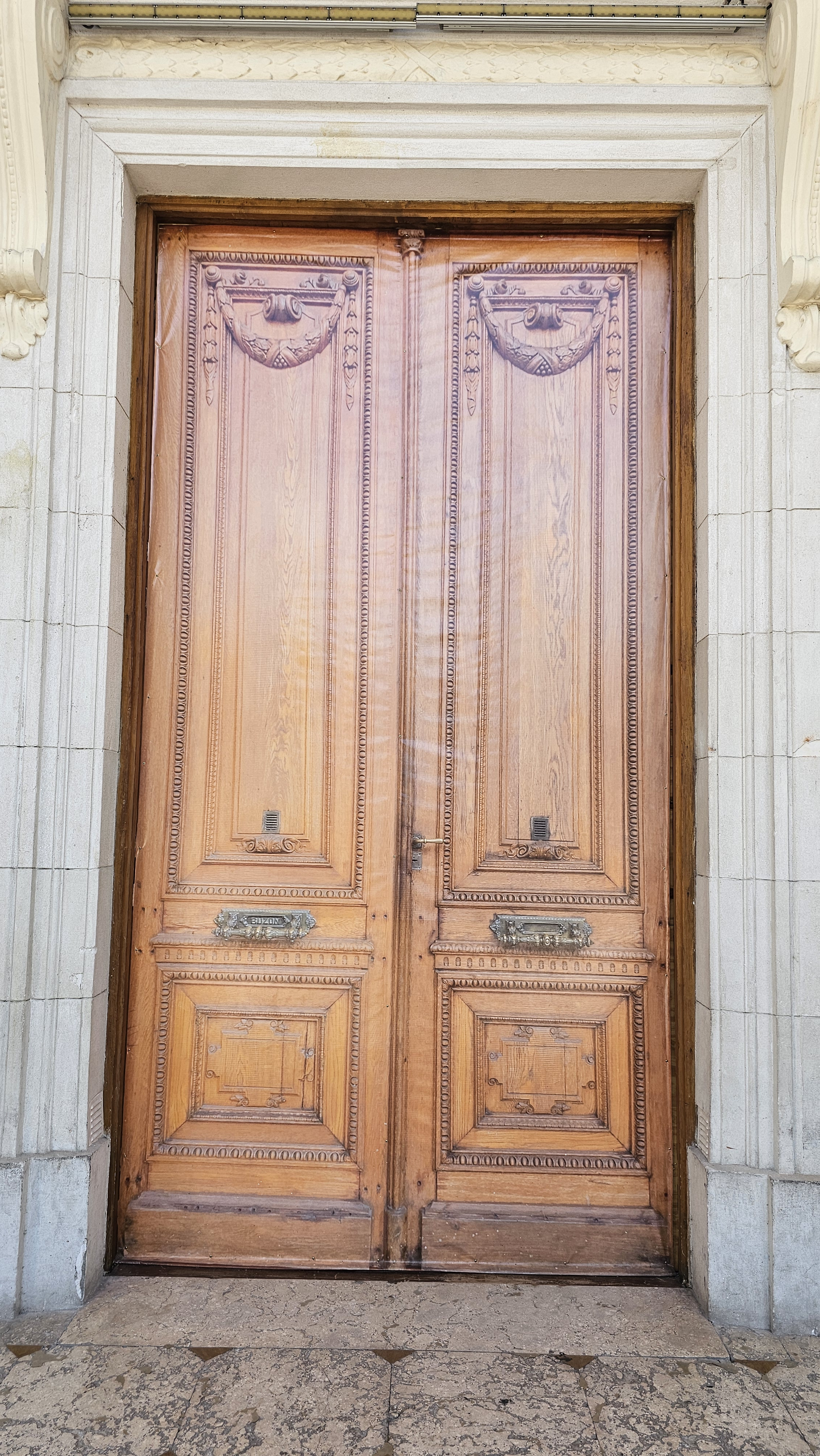
En 2024 una puerta falsa estuvo impresa en la entrada principal de la Legislatura santafesina, cuya abertura original fue destrozada por manifestantes mientras se sancionaba la reforma previsional.